# Dicranopselaphus lesneurii
Dicranopselaphus lesneurii là một loài bọ cánh cứng trong họ Psephenidae. Loài này được Guérin-Méneville miêu tả khoa học đầu tiên năm 1861.